# Crinum amabile
Crinum amabile är en amaryllisväxtart som beskrevs av James Donn och Ker Gawl.. Crinum amabile ingår i släktet Crinum, och familjen amaryllisväxter. Inga underarter finns listade i Catalogue of Life.

## Bildgalleri

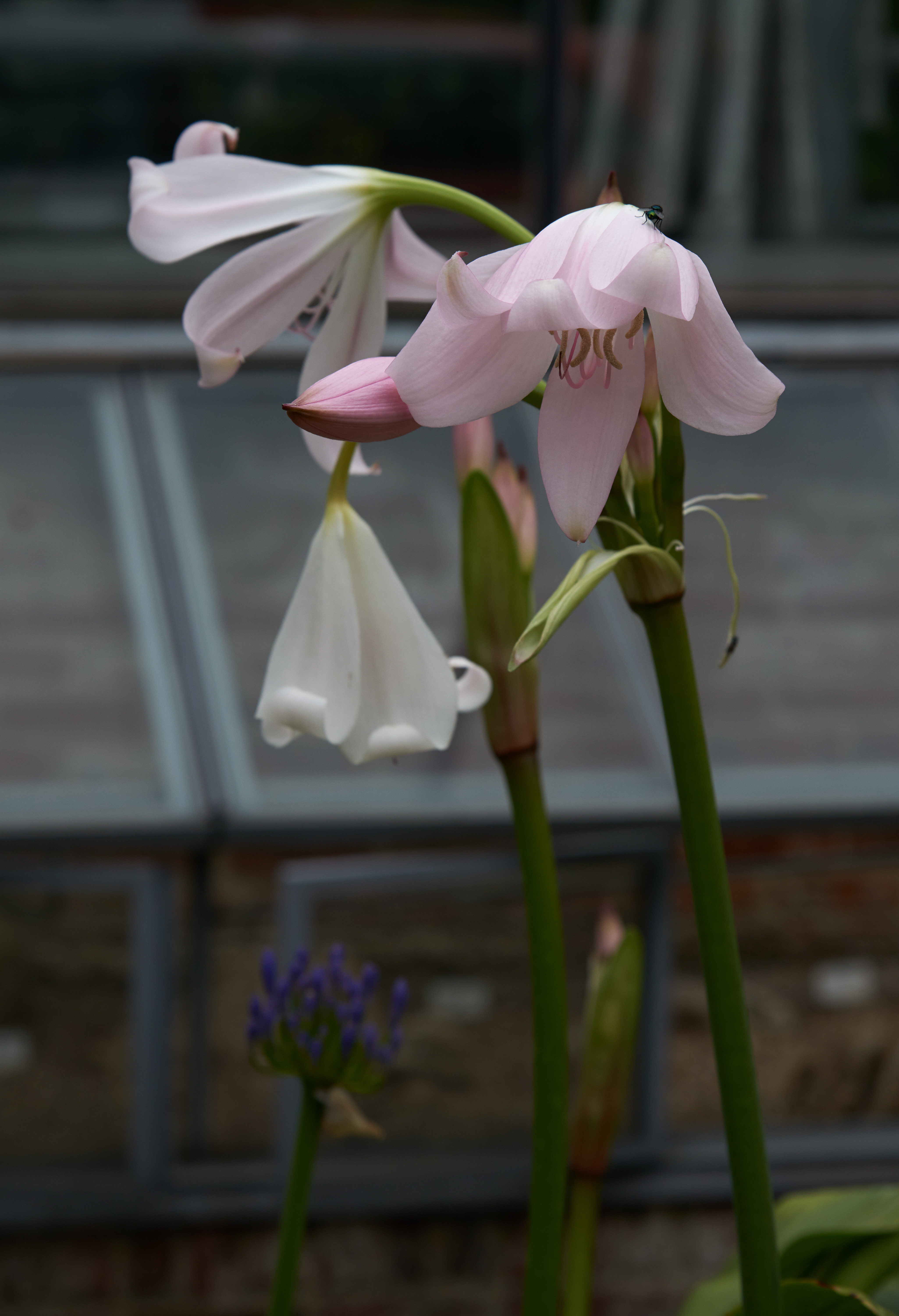
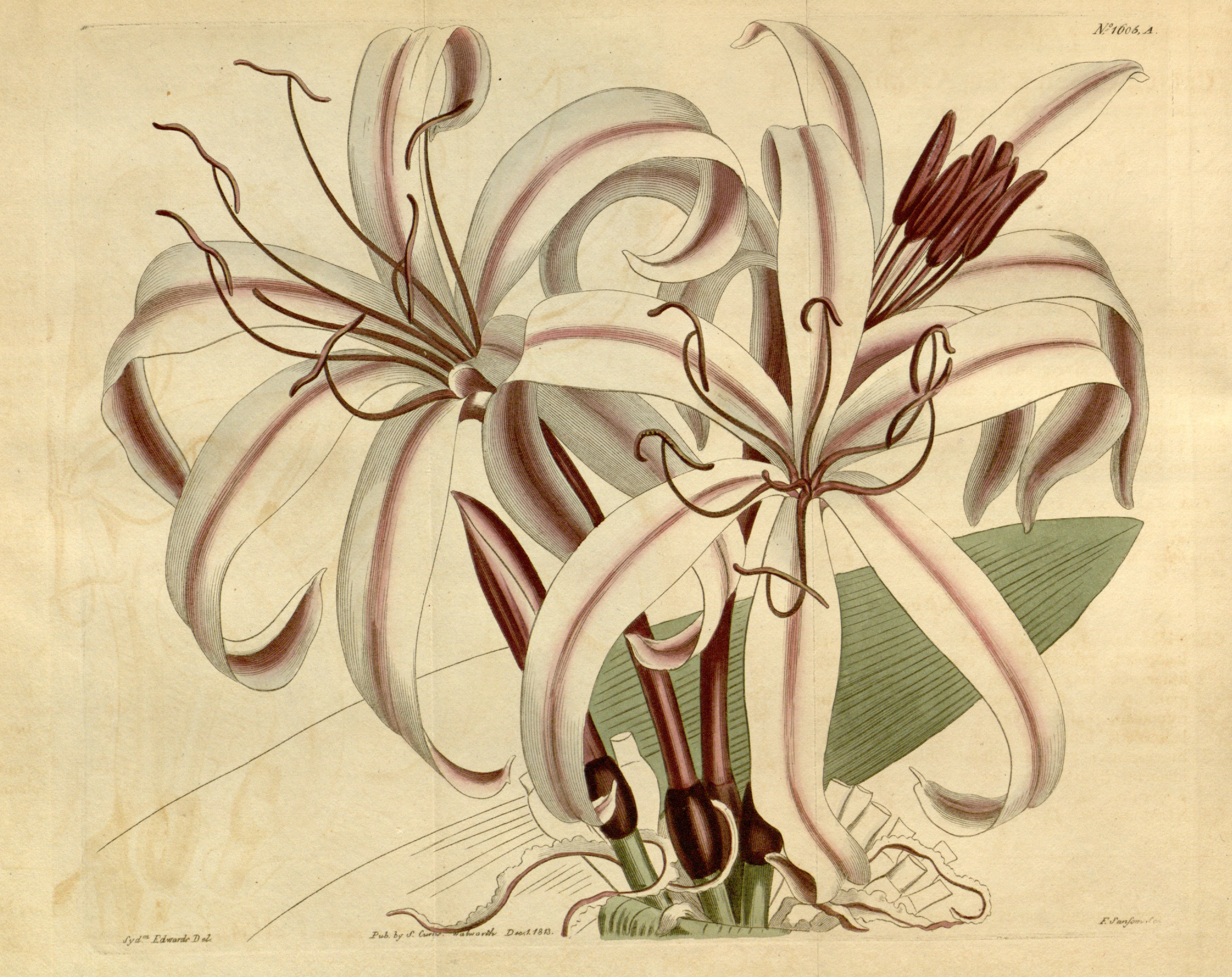
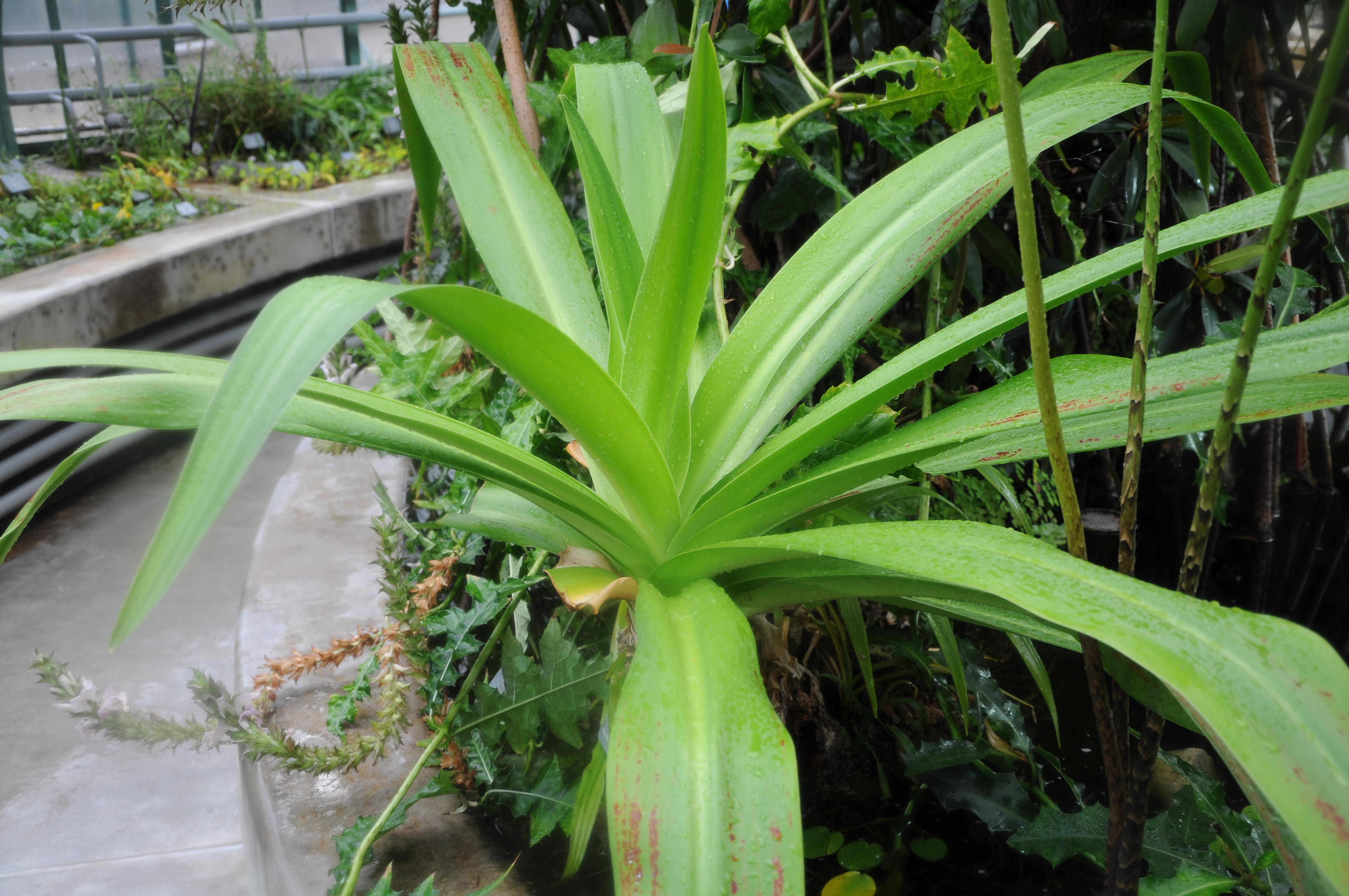
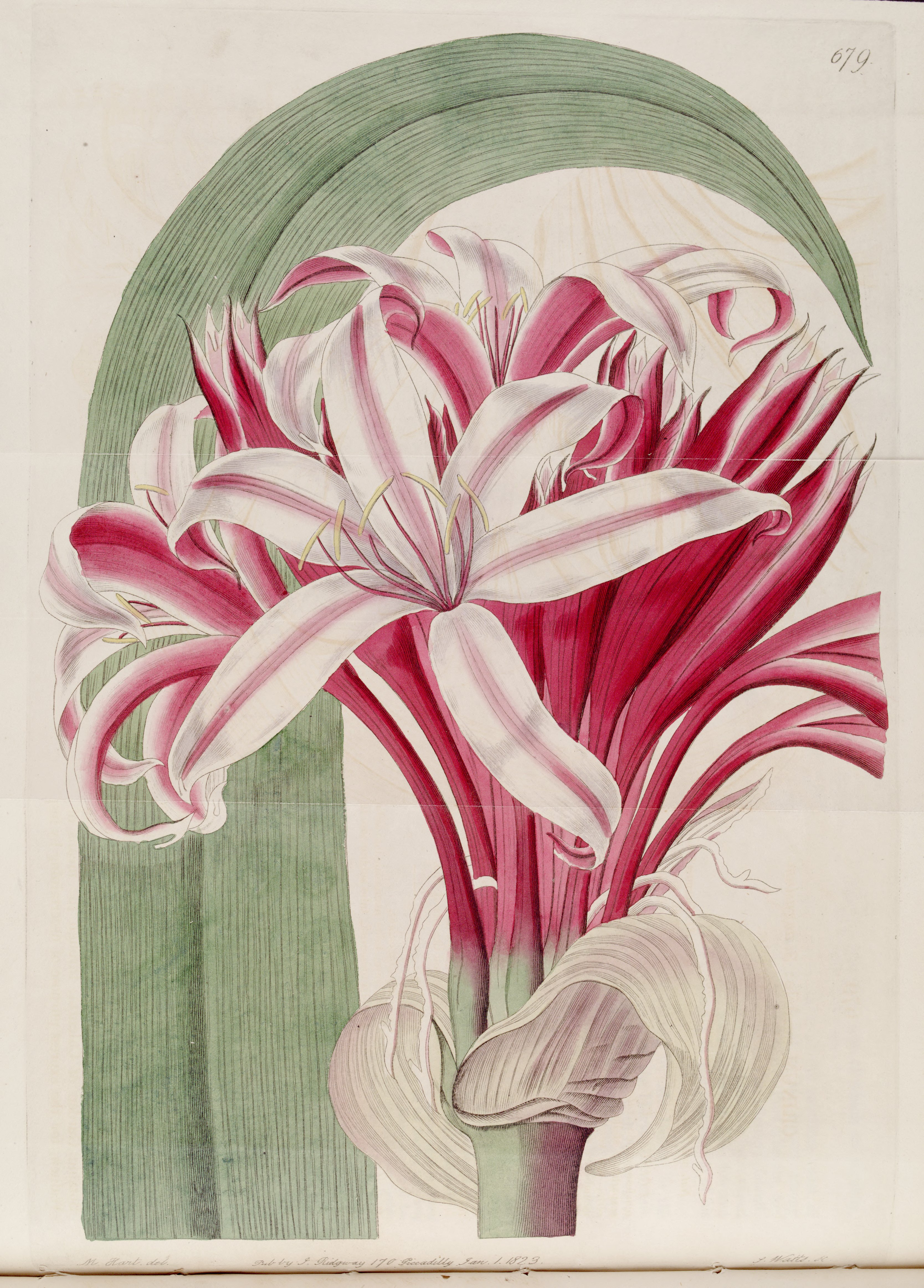